# Martín Códax
Martín Códax o Códaz (en gallego Martín Codax) fue un trovador gallego de la segunda mitad del siglo XIII y comienzos del XIV, seguramente originario de Vigo o vinculado a esta ciudad, dadas las continuas referencias a dicho lugar en sus poemas.
El corpus a él atribuido se limita a siete cantigas de amigo que figuran en los cancioneros de lírica galaicoportuguesa y en el Pergamino Vindel, en el que figura su nombre como autor de las composiciones. El descubrimiento de este pergamino fue fruto del azar: en 1914 el bibliógrafo Pedro Vindel Álvarez lo encontró en su biblioteca, sirviendo de guarda interior a un ejemplar del De officiis de Cicerón.
Los poemas de Martín Códax que figuran en el pergamino son los siguientes (sin título, se citan por su primer verso):
- Ondas do mar de Vigo
- Mandad'ei comigo ca ven meu amigo
- Mia yrmana fremosa treides comigo
- Ay Deus se sab'ora meu amigo
- Quantas sabedes amar amigo
- En o sagrad' e Vigo (Solo texto, sin notación musical)
- Ay ondas que eu vin veer

Gracias al pergamino Vindel, se conserva también la notación musical de estas composiciones. 
Se le dedicó el Día de las Letras Gallegas del año 1998 (junto con Xohán de Cangas y Mendinho).

## Discografía

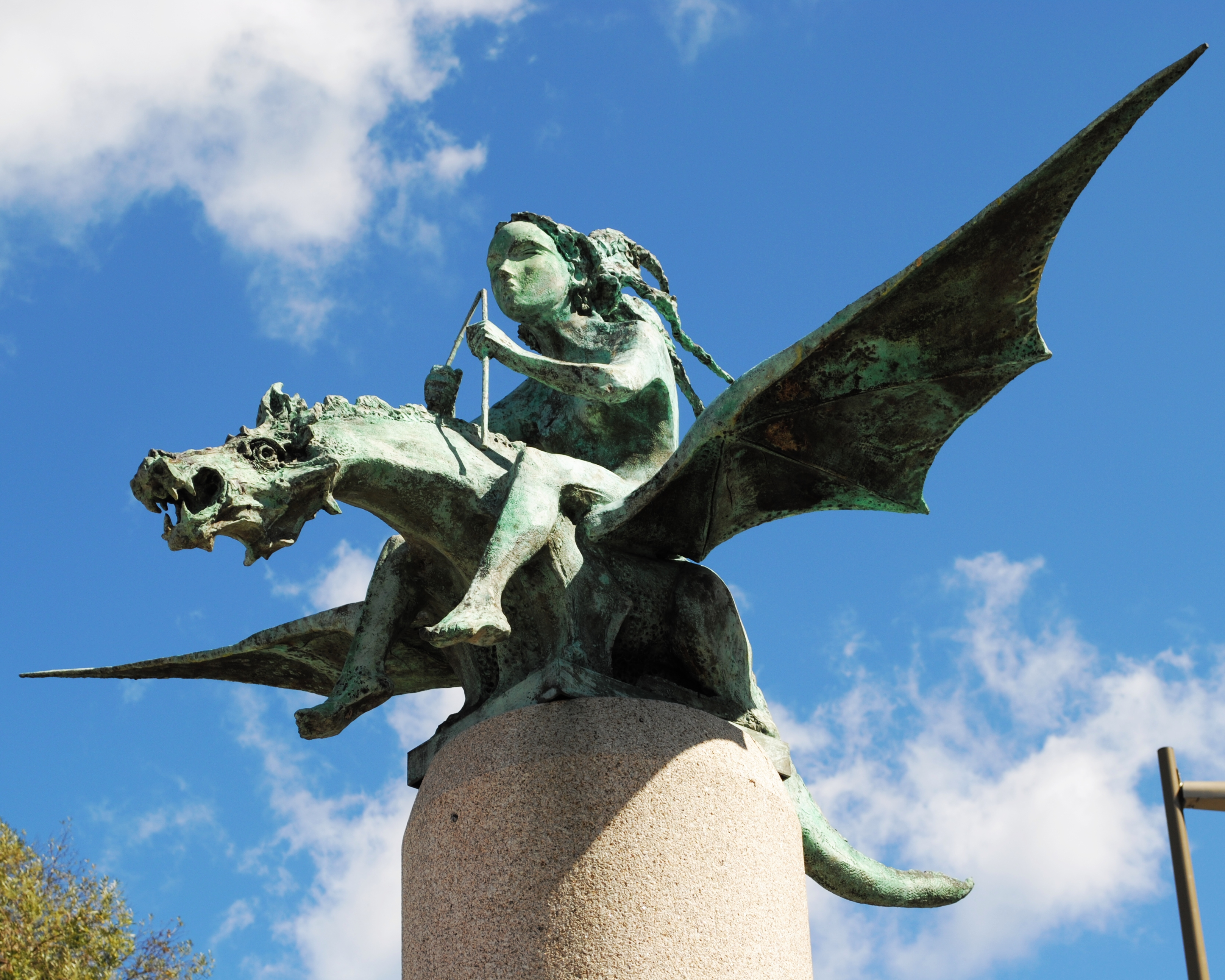
Monumento dedicado a los poetas, cantores y trovadores de la Ría de Vigo, Martín Codax, Pero Meogo, Mendiño y Paio Gómez Chariño, A fada e o dragón de Xaime Quessada, en el Paseo de Alfonso XII de Vigo.

La siguiente discografía se ha ordenado por año de grabación, pero la referencia es la de la edición más reciente en CD. En los casos en los que no exista edición en CD, se informa de la correspondiente edición en vinilo. No se incluyen las recopilaciones, sólo los discos originales.
Los discos se han separado en dos grupos: aquellos que contienen las siete cantigas o al menos las seis con música y aquellos que contienen una selección parcial de ellas.

### Discos que contienen todas las cantigas
- 1969 - Monodia Cortesana Medieval (S. XII-XIII) y Música Arabigo-Andaluza (S. XIII). Colección de Música Antigua Española (2). Atrium Musicae de Madrid (dir.: Gregorio Paniagua) y Moroccan Orchestra of Tetouan (dir.: Abdessadak Chkara). Hispavox (EMI-Odeón) CDM 7 65 331 2.
- 1977 - Martim Codax: Canciones de amigo - Bernart de Ventadorn: Chansons d'amour. Studio der frühen Musik. Thomas Binkley. . La edición moderna en CD se encuentra en cualquiera de las dos siguientes cajas:
  - Reflexe Vol. 3. EMI Classics "Reflexe" 7243 8 26480 2 4. .
  - Music from the Middle Ages. EMI "Classics" 0946 338137 2 4.
- 1981 - Martin Codax - Cantigas de Amigo. Ensemble de musique ancienne Euterpe. Harmonia mundi HM 1060 (LP).
- 1982 - Medieval Monodies. La Romanesca. Move MD 3044.
- 1983 - La música medieval en Galicia. Grupo Universitario de Cámara de Compostela. Carlos Villanueva Abelairas. Fundación Barrié de la Maza.
- 1987 - Bella Domna. The Medieval Woman: Lover, poet, patroness and saint. Sinfonye. Stevie Wishart. Helios 55207.
- 1989 - The Pilgrimage to Santiago. New London Consort. Philip Pickett. L'Oiseau Lyre 433 148 (2 CD).
- 1991 - Wanderer's Voice. Medieval Cantigas & Minnesang. The Newberry Consort. Harmonia mundi HMU 90 7082.
- 1991 - Medieval Women's Songs. Música Arábigo-andaluza siglo XIII-XIV - Cantigas de Martin Codax, siglo XIII. Calamus. Pneuma CD-PN 050.
- 1995 - Traveler. Cantos de España. Medieval Journeys through Times. The Waverley Consort. Michael Jaffee. Angel CDC 7243 5 55 559 2 2.
- 1996 - Distant Love. Songs of Jaufre Rudel & Martin Codax. Paul Hillier. Andrew Lawrence-King. Harmonia mundi HMU 90 7203.
- 1996 - Echoes of Spain. Galician-Portuguese music of the Middle Ages. Sonus Ensemble. Dorian Discovery 80154.
- 1997 - Songs of Longing & Lustful Tunes. Music from medieval Spain and France. Alba (grupo). Classico CLASSCD 170.
- 1998 - Martín Códax. Por que trobar é cousa en que iaz. Martín Códax y Grupo de Música Antigua de Compostela. Clave Punteiro 9107.
- 1998 - As melodías de Martín Codax. Ferraz, Viana, Vozes Alfonsinas. Manuel Pedro Ferreira (dir.). Xerais.
- 1999 - Cantigas de Amigo - Songs for a Friend. 13th-Century Galician-Portuguese Songs & Dances of Love, Longing & Devotion. Ensemble Alcatraz, Kitka, Angelorum. Dorian Recordings DOR-90 285.
- 2001 - Ondas, le Vie del Mare. Cantigas de Amigo, Martin Codax (sec. XIII). Ensemble Calixtinus. Gianni de Gennaro. Edizioni Musicali III Millennio CDC 0145.
- 2001 - Martin Codax: Cantigas de Amigo. Supramúsica. Telmo Campos. Verso VRS 2012.
- 2002 - Music for Alfonso the Wise. The Dufay Collective. Harmonia Mundi USA HMU 907390.
- 2003 - Martin Codax. Cantigas de Amigo. Ensemble Fin'Amor. Música Ficta MF8002.
- 2003 - Music of Medieval Love. Women as Performers, Subjects and Composers. New York's Ensemble for Early Music. Frederick Renz. Ex Cathedra EC-9005 (70070-29005-2).
- 2004 - Lyra Mendicorum. Carlos Beceiro. Lubicán Records
- 2005 - El viaje del navegante. Cantos y danzas de la Edad Media. Locus Musicus. Carlos Zumajo. Verso VRS 2031.
- 2005 - Amor Ei. Cantigas de amigo - Estampie Royal. Laterna Magica
- 2010 - Cores do Atlântico- Ponte...nas ondas! PAI-MÚSICA. Libro-disco de Ria Lemaire e Socorro Lira ( Brasil ), Uxía ( Galiza ),Leilía ( Galiza ), Joao Afonso (Portugal), Eneida Marta ( Guiné Bissau ) Cida Moreira ( Brasil ), Caiana dos Crioulos ( Brasil).
- 2014 - Meu Amigo - Martim Codax. Ars Artenga, Colectivo AR, MCarballo, Os Amigos dos Músicos, Chamullo Tango, Burgas Beat, María Mendoza, Bird of the Hermes Proyect. Difusora de letras, artes e ideas
- 2024 - Ondas do mar. Las siete Cantigas d'amigo de Martin Codax. AQUEL TROVAR. LITOPRESS-AQUEL TROVAR AT170103

### Discos con una selección de cantigas
| N.º | Cantiga                       | Grabaciones                                                                                                |
| --- | ----------------------------- | --- |
| 1   | Ondas do mar de Vigo          | PON, YOR, BAT, CLE, EST, MED, ORI, WYT*, LES*, AMA*, CAN, SPI, EIR, LAM, ANT, CER, FIG, VIG, ABE, SUA, COR |
| 2   | Mandad'ei comigo              | YOR, DOA, COM, BAT, CLE*, WYT, LES, DIA, GOT, MAG, CAN, SPI, LAM, ULT, FRE, NIM, CER, ITI, BAL, SUA        |
| 3   | Mia irmana fremosa            | YOR, COM, CLE*, EST, COH, AMA, CAN, PER, LAM, ANT, ULT, ITI, FAI                                           |
| 4   | Ai Deus, se sab'ora meu amigo | ALI, COM, CER, ITI, SUA                                                                                    |
| 5   | Quantas sabedes amar amigo    | PON, DOA, ALI, COM, COH, DRA, REN, PAN*, LES, OST, CAN, SPI, PAS, CER, VIG, INS, MAR*, ALF*, OND, COR      |
| 6   | Eno sagrado, en Vigo          | YOR, ALT, OST, GOT, SPI                                                                                    |
| 7   | Ay ondas que eu vin veer      | YOR, XER, SON, DRA, CAN, CLA, ABE, SUA, ALI, COR                                                           |
(*) versión instrumental
- 1945 - [PON] Cantigas de Amigo. Sociedad Coral Polifónica de Pontevedra. A. Iglesias Vilarelle. Columbia R 14283 (78 rpm). [3]
- 1976 - [YOR] Medieval and Renaissance Songs of Portugal and Spain. The New York Consort for Poetry and Music. Vox "Turnabout" TV 34693 (LP).
- 1979 - [DOA] O son da estrela escura. DOA. Punteiro Clave 9012-CD.
- 1979 - [ALI] Cantigas de Santa Maria. Ensemble Alia Música. Dischi Ricordi RCL 27085 (LP).
- 1980 - [COM] Compostela. Cantigas de Santa María, Códice Calixtino & Martín Códax. Grupo Universitario de Cámara de Compostela. Carlos Villanueva. Clave Punteiro.
- 1984 - [BAT] Cantigas d'Amigo. La Batalla. Pedro Caldeira Cabral. EMI-Valentim de Carvalho 7 96523-2.
- 1987 - [CLE] Duo. René Clemencic & Esmail Vasseghi. Accord 149 184.
- 1989 - [EST] A chantar. Lieder der Frauen-Minne im Mittelalter ("Canciones de las juglaresas de la Edad Media"). Ensemble Estampie. Münchner Ensemble für frühe Musik. Michael Popp. Christophorus CHR 74583.
- 1990 - [MED] Lo Gai Saber. Troubadour and Minstrel Music 1100-1300. Camerata Mediterranea. Joel Cohen. Erato 2292 45647-2.
- 1990 - [XER] Musique médiévale. Ensemble Xeremia. Collection Rencontre CR119309.
- 1992 - [ORI] Labyrinth. Medieval and Bulgarian Music. L'Orient Imaginaire. Vladimir Ivanoff. Teldec 0630-11756-2.
- 1992 - [WYT] Amar e Trobar. Leidenschaft & mysterium im Mittelalter. Oni Wytars. Verlag der Spielleute CD 9201.
- 1993 - [COH] Dized', ay! Trobadores. Monofonías medievales. Judith Cohen. Saga KPD-10.914. 1994.
- 1993 - [SON] Songs and Dances of the Middle Ages. Sonus Ensemble. Dorian Discovery 80109.
- 1993 - [DRA] Viatores. Canti di Cavalieri, Dame e Pellegrini sulle strade dell'Europa Medievale. Dramsam. Quadrivium SCA 044.
- 1994 - [ALT] Iberian garden, vol. 1. Jewish, Christian and Muslim Music in Medieval Spain. Altramar. Dorian Discovery DIS-80 151.
- 1995 - [REN] Odyssey. Progressive Performance of ancient songs. New World Renaissance Band. Nightwatch 1006.
- 1995 - [PAN] Danzas medievales españolas. La España de los Cinco Reinos. Eduardo Paniagua Group. M·A Recordings M034A.
- 1995 - [LES] Ave Eva. Chansons de femmes, XIIe et XIIIe siècles. Brigitte Lesne. Opus 111 30-134.
- 1995 - [ITI] Os sons do Portico da Groria. In Itinere (Grupo de Cámara da Universidade de Santiago). Carlos Villanueva Abelairas.
- 1997 - [OST] Amor, ei. Adolfo Osta et al. Saga KPD 10.962.
- 1997 - [DIA] A Terra Sancta ad Fines Terrae. Dialogus. Saga KPD-10.963.
- 1997 - [GOT] Stella Spendens. Gothart - Ensemble of Medieval Street Music. Tri Batri Production KK001.
- 1998 - [MAG] Ferox. Expressive medieval music. Poeta Magica. Verlag der Spielleute CD 9901.
- 1998 - [AMA] Sur les Chemins de Saint-Jacques. Ensemble Amadis. Jade 74321 64760-2.
- 1998 - [CAN] Ondas do mar. El Canto de Amor en el Mediterráneo del siglo XIII. Ensemble Cantilena Antiqua. Stefano Albarello. Symphonia 98157.
- 1998 - [SPI] Waves Of Vigo - Alfonso el Sabio. Cantigas de Amigo & Cantigas de Santa María. Freiburger Spielleyt. Ars Musici 1230. Glasnost GLAS 44.
- 1998 - [EIR] Amores ei. Xoán Eiriz. Barsa Promociones.
- 1998 - [PER] Minnesänger, Troubadours, Trouvères. Ensemble Perceval. Katia Caré, Guy Robert. Arte Nova Classics 74321 58968 2.
- 1999 - [LAM] Puisqu'en oubli. Songs of Forgetfulness. Catherine Lambert. ATMA CD 22163.
- 1999 - [ANT] Jews and Christians. Music in Mediaeval Spain. Ensemble Antequera.
- 1999 - [ULT] Chansons médiévales du XIIIe siècle, Vol. 1. Ensemble Ultreia. Marc Paveau. Ultreia ULT 50001.
- 1999 - [PAS] La música de los peregrinos. Jacobeo 1999 "El último del milenio". Los Tiempos Pasados. Knife Music (LP).
- 1999 - [ALF] The time of the Troubadours. 12th, 13th and 14th Century Songs from Spain and Portugal. Vozes Alfonsinas. Pedro Ferreira. Portusom Strauss SP SP 4287.
- 1999 - [OND] Ondas. Musik von Troubadours und Flagellanten. Estampie. Red Moon
- 2000 - [FRE] Pilgerwege. Freiburger Spielleyt. Verlag der Spielleute CD 0003.
- 2001 - [CLA] Catherine Lambert. Catherine Lambert. Tribu 21577.
- 2001 - [ABE] De Peregrinos, Cruzados y Troveros. Música Medieval de los siglos VIII al XIV. Abendmusik. David de la calle Prieto.
- 2002 - [ALI] Portals of Grace. Azam Ali. Narada
- 2003 - [BAL] Amor & devoção. Música Ibérica dos séculos XIII a XVI. Il Dolce Ballo
- 2004 - [NIM] Sumer zeitt. Nimmersêlich. Verlag der Spielleute CD 0402.
- 2004 - [CER] Cantigas de amor e de amigo. Paula Ceremuzynska, Zofia Dowgiallo. Clave Records 3015.
- 2004 - [MAR] De castillos, tabernas y caminos. Cantos y Danzas de los siglos XII al XVI. Ensamble Marión. Ignacio Ferreirós Brea.
- 2005 - [INS] Du Temps & de l'instant. Jordi Savall, Montserrat Figueras, Arianna Savall, Ferran Savall. Alia Vox
- 2005 - [SUA] Ven, te contaré. Música de tradición oral de la península ibérica del siglo XV. Vox Suavis. Dominique Vellard
- 2006 - [FIG] Lux Feminae (900-1600). Montserrat Figueras et al. Alia Vox AVSA 9847 (SACD-H).
- 2006 - [VIG] Flor Nouvele. Femmes Troubadours - Chants d'Amour. Domitille Vigneron, Evelyne Moser.Tròba Vox TR 013.
- 2010 - [PNO!]   Cores do Atlântico. [Socorro Lira e outras|]. Ponte...nas ondas! PAI Música www.coresdoatlantico.eu Archivado el 6 de junio de 2020 en Wayback Machine.
- 2011 - [DOA] A fronda dos cervos. DOA. Fol Música
- 2014 - [FAI] Terra aviatica. Faitissa. FAIT001